# 王光
王 光（おう こう、生没年不詳）は、前漢の武帝が紀元前108年に朝鮮半島に設置した植民地である楽浪郡の楽浪太守の「太守掾」である。「太守掾」は楽浪太守直属の官僚であり、土着中国系貴族の最高位である。

## 概要
王光は、朝鮮民主主義人民共和国平壌特別市楽浪区域貞柏洞で1932年10月に出土した貞柏里127号墳（王光墓）の被葬者である。王光墓は、平面正方形の同穴合葬木槨墓であり、塼は、天井上部に二重に敷かれ、上・下層ともに塼を平行に並べている。凹凸塼は使用されておらず、長側面に文様もない。塼の厚さ/長さの値は 0.19から0.15であり、比較的厚めの塼が用いられている。出土した鏡は異体字銘帯鏡と方格規矩四神鏡であり、異体字銘帯鏡の出現時期は紀元前後までさかのぼるが、方格規矩四神鏡は1世紀中葉であることから、王光墓の築造年代は1世紀代と推定される。西棺内からは「楽浪太守掾王光之印」「臣光」銘両面木印が出土し、楽浪郡の最盛期における上位階層の墳墓と推定された。
王光墓は、地下に木組みの室をつくり、そのなかへ王光とその妻とが、丁重に葬られていた。